# Svatý Vilém Akvitánský
Svatý Vilém Akvitánský nebo také Vilém z Gellone (asi 755 – 28. května 812, klášter Saint-Guilhem-le-Désert) byl francouzský velmož, vojevůdce, mnich a poustevník. Roku 1066 byl svatořečen.

## Život
Vilém se narodil kolem roku 755. Byl synem hraběte Theodoricha z Autunu a Aldany, dcery Karla Martela, a byl tudíž bratrancem Karla Velikého. V mládí se stal vojákem, vynikal zmužilostí, obratností, poctivostí a věrností. Roku 790 jej Karel Veliký jmenoval prvním markýzem Septimánie a namísto sesazeného hraběte Chorsona toulouským hrabětem a vévodou akvitánským.
Když roku 793 umajjovský emír z Cordóby Hišám I. vyhlásil džihád proti nevěřícím, vtrhl s velikou vojenskou silou do Languedocu a postupoval směrem na město Narbonne, postavil se mu Vilém se svým vojskem poblíž řeky Orbieu nedaleko Villedaigne. Přestože byl v bitvě poražen, saracénský útok zastavil a ochránil území Franské říše před nepřáteli, protože muslimům nezbylo dost sil, aby pokračovali v postupu.

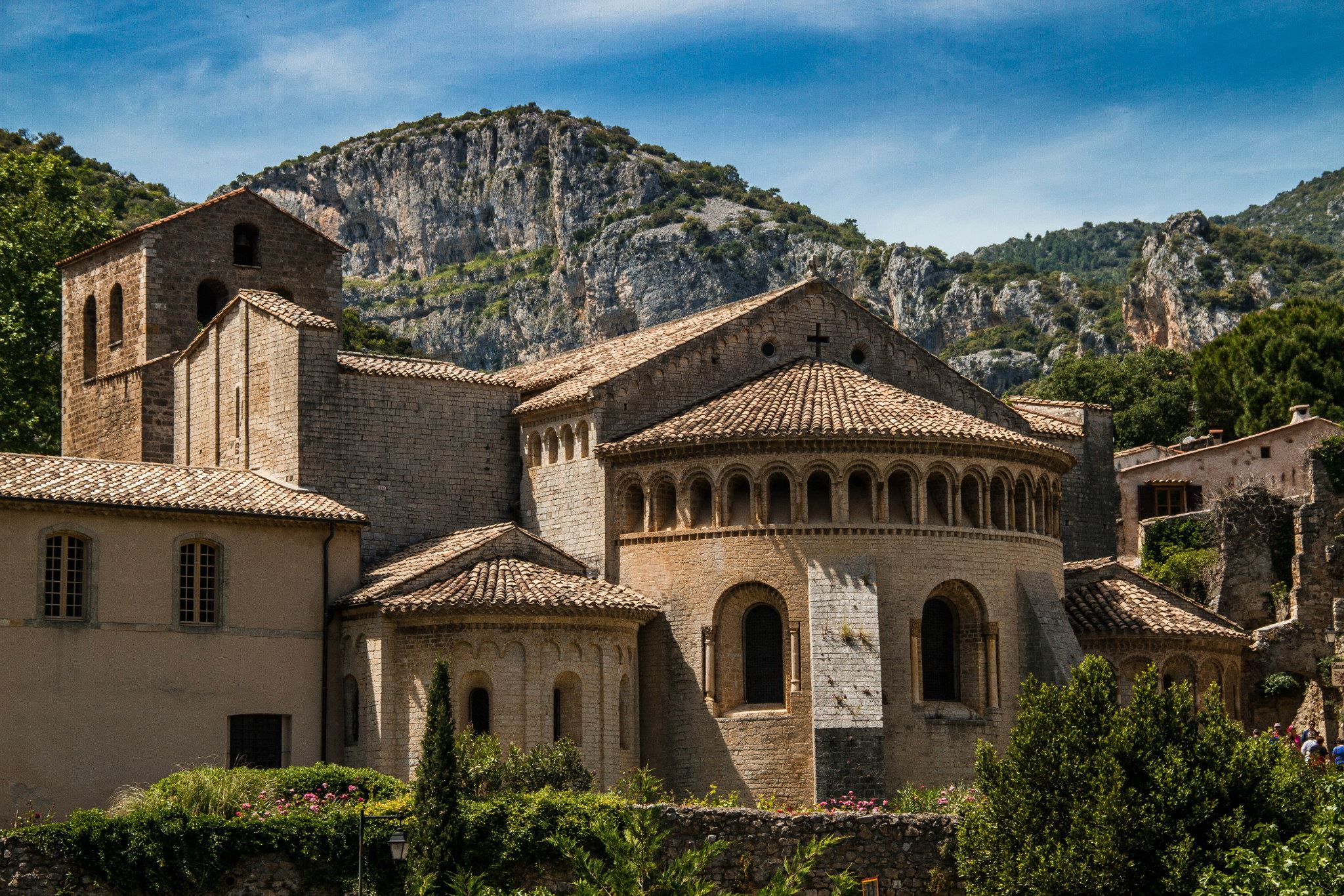
Klášter Saint-Guilhem-le-Désert

Roku 801 velel Vilém společně s Ludvíkem Akvitánským spojeným vojskům Franků, Provensálců, Akvitánců a Basků při útoku na Barcelonu, kterou nedávno získali muslimové. Po jejím dobytí zde vznikla tzv. Marca Hispánica - Španělská marka, jejímž vládcem se stal Vilémův nejstarší syn Bera a později další ze synů - Bernard ze Septimánie
Vilém by dvakrát ženat. S první manželkou Cunégonde (před rokem 795) měl sedm dětí, a s druhou, Guibouir (před rokem 802), čtyři.
Roku 804 založil v údolí řeky Gellone klášter, později po něm pojmenovaný Saint-Guilhem-le-Désert, a uvedl tam řád benediktýnů. Na prosbu svých dvou sester, jež si oblíbily řádový život, vystavěl v blízkosti i klášter pro benediktinské řeholnice. Roku 806 zcela opustil svůj dosavadní život, jako prostý mnich vstoupil do kláštera, který založil, a poslední tři roky svého života v klášteře prožil jako poustevník. Po šesti letech (roku 812) zde zemřel a byl zde také pochován. Již brzy po své smrti byl lidem uctíván a roku 1066 byl papežem Alexandren II. svatořečen.

## Vilém jako hrdina chansons de geste
Vilém Akvitánský jako legendární ochránce Akvitánie před Saracény se stal předlohou pro hlavní postavu řady francouzských středověkých hrdinských eposů, tzv. chansons de geste, v nichž vystupuje jako Vilém Oranžský (Guillaume d'Orange), hrabě toulouský, nazývaný též Vilém s krátkým nosem (Guillaume au Court Nez). Tyto eposy z 12. a 13. století jsou soustředěny do tzv. Cyklu Viléma Oranžského.

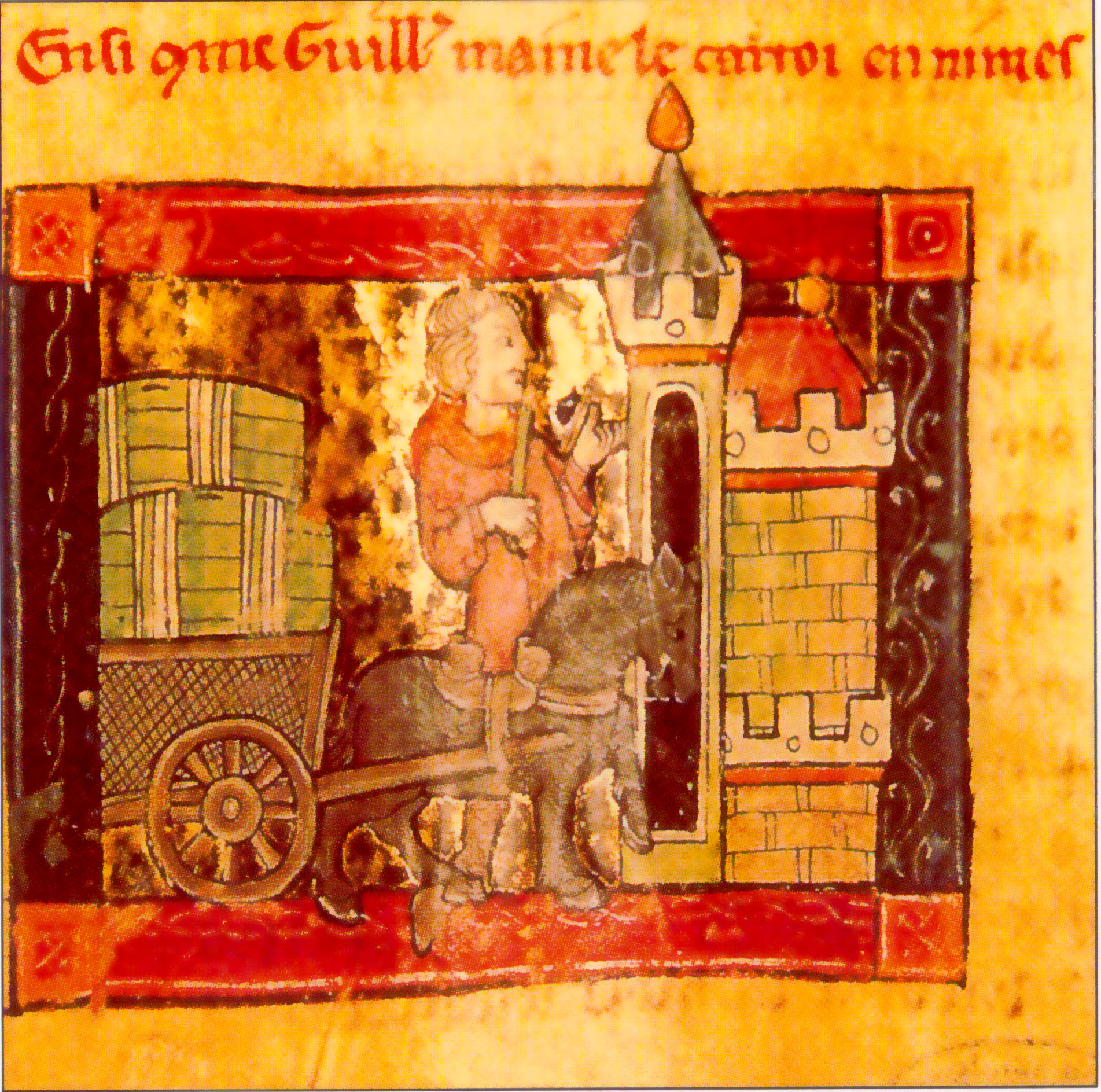
Vilém Oranžský před Nîmes (13. století)

V epických písních je Vilémovým otcem rytíř Aymeri de Narbonne a samotný Vilém je představen jako vzor vazalské věrnosti vůči svému lennímu pánovi Karlovi Velikému. Jeho první hrdinské činy jsou popsány v eposu Enfances de Guillaume (před 1250, Vilémovo mládí). V písni Couronnement de Louis (Korunovace krále Ludvíka) z roku 1160 se Vilém stane ochráncem syna Karla Velikého Ludvíka a uhájí pro něho královský titul. Při následné výpravě do Itálie se stane zachráncem Říma, ale při vítězném souboji se saracénským obrem Corsoltem přijde o špičku nosu (odtud jeho přezdívka „s krátkým nosem“). Dějově následuje epos Charroi de Nîmes (Jízda na vozech do Nîmes) z poloviny 12. století, na jehož počátku je Ludvíkův nevděk při udílení lén, Vilém si své léno, město Nîmes, musí sám dobýt na Saracénech, přičemž své vojsko dostane do města na vozech v sudech. Z poloviny 12. století je rovněž píseň Prise d'Orange (Dobytí Orange), ve které Vilém získává Orange a ruku saracénské princezny Orable, která se nechá pokřtít na Guibourg.

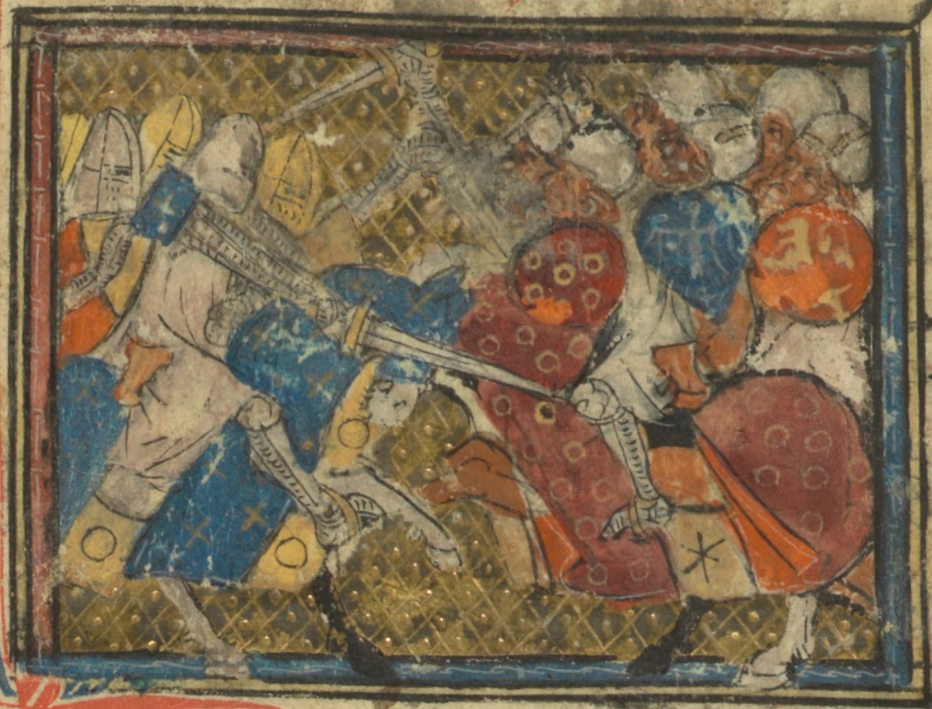
Bitva na pláních Aliscans (13. století)

V dalších dvou písních na stejné téma vystupuje Vilém jako ochránce Akvitánie a Francie. Jde zejména o epos Chanson de Guillaume (asi 1140, Píseň o Vilémovi), což je jeden z nejstarších francouzských středověkých hrdinských eposů. Látka písně byla později znovu zpracována v písni Aliscans (asi 1180 až 1190). Obě dvě písně vypráví o Vilémově boji se Saracény, kteří vpadli do Francie. V první bitvě na pláních Aliscans utrpí Vilémovo vojsko krutou porážku a padne v ní jeho synovec Vivien. Vilém ale vymůže od váhajícího krále Ludvíka nové vojsko a v další bitvě zvítězí.
Celé vyprávění o Vilémovi Oranžském končí písní Moniage de Guillaume (asi 1160 až 1170, Vilémovo mnišství), ve které po smrti Guibourg odchází Vilém do kláštera v Aniane u Montpellier. Na konci této písně založí Vilém Klášter Saint-Guilhem-le-Désert, čímž je fikce spojena s realitou.